# Rhun ap Maelgwn
Rhun ap Maelgwn of Rhun Hir ap Maelgwn Gwynedd (Rhun, de lange, zoon van Maelgwn Gwynedd) regeerde over het Koninkrijk Gwynedd van ca.547 tot ca.586. Er zijn geen historische gegevens, hij behoort tot de Welshe mythologie. Hij werd opgevolgd door zijn zoon Beli ap Rhun.

## In de literatuur
Het verhaal van De Droom van Rhonabwy uit het  Rode boek van Hergest is een literair proza-verhaal waarin de hoofdpersoon in een droom naar de tijd van koning Arthur reist. Daar ziet hij beroemde mannen uit vele historische tijdperken. In een gang waar 24 ridders arriveren om een wapenstilstand te onderhandelen met de beroemde Arthur, stuurt Arthur zijn raadgevers daar waar "een lange, kastanjebruine man met krullen" stond. Rhonabwy vraagt wie hij is, en er wordt hem verteld dat hij Rhun ap Maelgwn Gwynedd is, een man die met iedereen overweg kan, want er was niemand in Groot-Brittannië een beter raadgever dan hij. 
Marwnad Rhun (Elegie van Rhun), waarvan ooit werd aangenomen dat het een werk van Taliesin was maar niet langer als zodanig wordt geaccepteerd, betreurt de dood van Rhun in de strijd tijdens een oorlog met het noorden, Gododdin.
Rhun, zoon van Maelgwn, verschijnt in twee van de middeleeuwse Welshe Triaden, eenmaal als een van de Fair Princes of the Isle of Britain, en een andere keer als een van de Golden-banded Ones of the Isle of Britain.